# Рутули
Рутулите (на латински: Rutuli, Rutulians, на древен италик: Rudhuli) са малък италикийски народ на брега на Лацио, с главен град Ардеа, чийто цар Турн е убит от Еней. Името им изчезва през римското царско време.
Рутулите почитат, както римляните, най-много боговете Юнона и Минерва.